# چمچه تکزاس
چمچه تکزاس (نام علمی: Dasylirion texanum) نام یک گونه از زیرخانواده کوله‌خاسیان است.